# Апаратна зв'язку
Комплексна апаратна зв’язку  - комплекс засобів зв'язку, змонтований на рухомій базі (кузов автомобіля, гусінного шасі, вертольота, тощо), призначений для забезпечення захищеного інформаційного обміну між абонентами та інформаційними ресурсами автоматизованих систем управління в мобільних системах   зв'язку.

## Історія
Під час Другої світової війни військові зв'язківці вже були, а апаратних зв'язку ніяких не було. У всякому разі, серійного виробництва в СРСР. По фільмах про ці роки ми звикли бачити солдата з котушкою кабелю на лямці через плече, що намагається відновити під обстрілом проводовий зв'язок. Рідко коли попадаються кадри із німецьким радіопеленгатором, що намагається виявити точку передачі замаскованого радянського агента.
Були спроби розміщення засобів зв'язку ще на ЗІС-5. У незначних кількостях на ЗІС-5 будувалися радіостанції короткохвильового діапазону (встановлювалося обладнання  РАФ-КВ-4).
За досить короткий післявоєнний період більш потужне і вантажопідйомне шасі ЗІС-151 зі спеціальними кузовами-фургонами КУНГ і екранованим електрообладнанням було широко затребуване в Радянських Збройних Силах для монтажу сімейства нових більш важких і потужних систем зв'язку та виявлення - радіостанцій різного рівня і радіолокаційних комплексів. Однією з перших на автомобілях ЗІС-151 з кузовами СК монтувалася лампова радіостанція РАТ Генерального штабу, розроблена ще в середині 1930-х років (також на шасі «Студебекер»).
РАС «Чорнослив» - ультракороткохвильова радіостанція на двох автомобілях ЗІС-151 з кузовами СК або СН. Розроблена у 1947 - 1949 роках і випускалася з 1950 року. Служила для забезпечення телефонного радіозв'язку наземних радіостанцій з літаками і наземного зв'язку між штабами авіаційних дивізій і полками. В автомобільних дерев'яних фургонах розміщувалися апаратна з дискоконусною антеною і електростанція. Дальність дії станції знаходилася в межах дальності 90 - 350 км і на висоті до 10 км.
Р-118 «Синиця» - автомобільна короткохвильова лампова радіостанція середньої потужності на шасі ЗІС-151Д, розроблена на ленінградському заводі № 210 і прийнята на озброєння в 1951 році. Належала до численного сімейства радіостанцій Р-118, випускалися в 1950 - 1970-ті роки в декількох виконаннях, включаючи автомобільні. Станція призначалася для забезпечення зв'язку в радіомережах оперативно-тактичної і тактичної ланки управління військами з різними наземними та літаковими радіостанціями. Вона підтримувала радіозв'язок на стоянці або в русі, могла працювати в системі рухомих вузлів зв'язку пунктів управління або автономно, в телефонному, телеграфному, буквопечатающем режимі або по кабельних лініях довжиною до 15 км Дальність радіозв'язку у різних режимах - від 30 до 100 км.
Р-400 - дециметрова радіорелейна станція на трьох автомобілях ЗІС-151. Розроблена в Науково-дослідному і випробувальному інституті зв'язку Сухопутних військ (НИИИС СВ) і прийнята на озброєння в 1950 році. На першій машині в кузові-фургоні містилася апаратна, на двох бортових вантажівках - такелажна машина антенно-щоглової установки (АЩУ) і перша радянська фермова розсувна щогла «Сосна».
Питання серійного створення апаратних зв'язку постало в 1950-60 рр., після створення відповідної рухомої бази і засобів електроживлення польових вузлів зв'язку. Перші апаратні розміщувалися в кузовах автомобілів підвищеної прохідності ГАЗ-63 та ЗІЛ-157.

## Походження терміна
На ці ж роки припадає і виникнення термінології. Так, якщо на автомобілі розміщалася апаратура безпроводового зв'язку, така машина отримувала назву станція. 
Залежно від особливостей каналоутворення це були
- радіостанція (Р-102) [2]
- радіорелейна станція (Р-409, Р-404)
- тропосферна станція (Р-410)
- СКЗ чи станція космічного зв'язку (Р-440).

А машини, в яких розміщувалися засоби (апаратура) для створення дротових каналів зв'язку, їх перетворення, чи кросування , чи прикінцевої обробки інформації, чи організації закритих каналів, — стали називатися апаратними зв'язку. При цьому, якщо в склад виробу не входили радіовипромінюючі засоби, як основні засоби каналоутворення, такий виріб також вважався апаратною, а не станцією. Наприклад, Пункт  управління приймальним / передавальним центром рухомого радіовузла Р-362М хоч і містить в складі радіорелейний напівкомплект (Р-151, чи Р-415, чи Р-419), безпосередньо участі в утворенні радіоканалів не бере. Тому його називають апаратною.
Із розвитком транспортної бази апаратні зв'язку також отримали новий рухомий склад.
Перерахувати всі апаратні зв'язку в одній статті навряд чи реально. Тому обмежимося наведенням прикладів.

## Апаратні зв'язку, що експлуатувалися на ВЗ ЗС СРСР і були отримані у війська зв'язку України
| Назва               | Призначення                                                                      | Транспортна база                                   |
| ------------------- | -------------------------------------------------------------------------------- | -------------------------------------------------- |
| П-257-12к 24к       | Апаратна каналоутворення (12 чи 24 каналів)                                      | ЗІЛ-157, ЗІЛ-131                                   |
| П-240               | Комплексна телефонна апаратна дивізійної ланки                                   | ГАЗ-66                                             |
| П-241               | Комплексна телеграфна апаратна дивізійної ланки                                  | ГАЗ-66 надалі БТР-80                               |
| П-238Т, -ТМ         | Комплексна телеграфна апаратна з шифрувальною ТЛГ-апаратурою                     | ЗІЛ-131, КАМАЗ 4310                                |
| П-236, -М           | Апаратний телеграфний зал                                                        | ЗІЛ-131, КАМАЗ 4310                                |
| П-244 ТН            | Апаратна тлф ЗАЗ гар-стійкості                                                   | ЗІЛ-131, КАМАЗ 4310                                |
| Н-13, Н-18          | Апаратна тлф/тлг ЗАЗ гар-стійкості                                               | Урал-375,Урал-4320, КАМАЗ 4310                     |
| П-244 ТМ П-242 тм   | Апаратна тлф ЗАЗ тимч-стійкості                                                  | ЗІЛ-131, КАМАЗ 4310                                |
| П-178-1             | АТС 100 абонентів                                                                | ЗІЛ-131                                            |
| П-252-1             | Комутаційна апаратна ТФЦ (в ній - комутатор ЗАЗ П-209)                           | ЗІЛ-131                                            |
| П-246, -М           | Телефонний крос + ПУ ТФЦ                                                         | ГАЗ-66, ЗІЛ-131                                    |
| П-245, -М           | Телеграфний крос + ПУ ТГЦ                                                        | ГАЗ-66, ЗІЛ-131                                    |
| П-247, -М           | Телефонно-телеграфний крос. ПУ ЦКО                                               | ГАЗ-66, ЗІЛ-131                                    |
| П-249, -М           | ПУВЗ                                                                             | ГАЗ-66, ЗІЛ-131                                    |
| П-225               | Телефонний комутатор відкритий (в кузові монтувався комутатор П-198М)            | ГАЗ-66                                             |
| МП-21, МП-22, МП-23 | КШМ комплексу АСУВ «Маневр» дивізійної ланки                                     | МТ-ЛБ                                              |
| МП-31, МП-32, МП-33 | КШМ комплексу АСУВ «Маневр» полкової ланки                                       | БМП-1                                              |
| Е-351..., ЕД-2х30   | Станції електроживлення різних номіналів                                         | ЗІЛ-131, КАМАЗ 4310, Урал-375Д                     |
| Засоби              | спеціальних                                                                      | військ                                             |
| Р-361, -М           | Приймальний радіовузол                                                           | ЗІЛ-131, Урал-44202; з пасивним напівпричепом ОдАЗ |
| Р-362, -М           | Пункт управління приймальним (чи передавальним) радіоцентром рухомого радіовузла | Урал-44202; з активним напівпричепом ОдАЗ          |

## Скорочення, що застосовані в цій статті
- АСУВ  — автоматизована система управління військами
- АТС — автоматична телефонна станція
- ЗАЗ — засекречувальна апаратура зв'язку
- КУНГ — кузов універсальний нормальних габаритів
- КШМ — командно-штабна машина
- ПУВЗ — пункт управління вузлом зв'язку
- ПУ ЦКО — пункт управління центром каналоутворення (рос. каналообразования)
- ТГ або тлг — телеграфний
- ТФ або тлф — телефонний